# André de Carrion-Nizas
Pour les articles homonymes, voir Carrion et Nizas.
André-François-Victoire-Henri, marquis de Carrion-Nizas, né le 24 janvier 1794 à Lézignan-la-Cèbe dans l'Hérault, où il est mort le 24 novembre 1867, est un historien, homme politique et auteur dramatique français.

## Biographie
Fils de Henri de Carrion-Nizas, il soutient pendant la Restauration des opinions libérales, qu'il exprime dans plusieurs opuscules ainsi que dans ses ouvrages historiques et politiques. D'abord partisan de la Révolution de 1830, il s'oppose au système politique qui en est issu et tente plusieurs fois de se faire élire député comme candidat du parti radical. Nommé commissaire de l'Hérault lors de la formation du gouvernement provisoire de 1848, il parvient à se faire élire membre de l'Assemblée constituante et siège à l'extrême gauche de la nouvelle chambre. Devenu membre du Comité de l'agriculture et du crédit foncier, il combat vivement le gouvernement de Napoléon III. Il n'est pas réélu à l'Assemblée législative et se retire des affaires politiques.

## Publications
Histoire et politique
- De la Nation et des factions, ou Coup d'œil sur l'état de la liberté publique aux diverses époques de notre histoire, et sur son état présent (1819)
- La France au dix-neuvième siècle, ou coup d'œil sur l'état présent des lumières, des richesses, de la morale et de la liberté (1821)
- Principes d'économie politique (1825)
- Histoire romaine, depuis la fondation de Rome jusqu'au règne de Constantin (2 volumes, 1825)
- Résumé de l'histoire de la République de Venise (1826)

Brochures politiques
- De la Jeunesse française (1820)
- Les Peuples et leurs armées, en 1820 (1820)
- Bonaparte et Napoléon, parallèle (1821)
- Des Idées républicaines (1821)
- Coup d'œil sur l'Europe, à propos du congrès (1822)
- De la Réforme électorale (1840)

Théâtre
- Valérien, ou le Jeune Aveugle, drame en 2 actes, imité de l'allemand d'August von Kotzebue, avec Thomas Sauvage, Paris, théâtre de la Porte-Saint-Martin, 17 avril 1823
- Le Forgeron, drame en 3 actes, mêlé de chant, avec Thomas Sauvage, Paris, théâtre du Vaudeville, 22 juin 1824

## Sources
- Pierre Larousse, Grand Dictionnaire universel du XIXe siècle, vol. III, 1867, p. 454.